# Joan Vilaseca
Joan Vilaseca y Segalés (Santa Coloma de Gramanet, 4 de marzo de 1904-11 de enero de 1996), médico e historiador español, nació el 4 de marzo de 1904, en Santa Coloma de Gramanet. 

## Biografía
En el año 1928 se licenció en Medicina en la Universidad de Barcelona, ejerciendo la medicina durante cerca de 50 años en su ciudad natal. Asimismo, fue presidente de la Cruz Roja y también de la Corporación médica local y su nombre y actividad se hizo presente en todas las corporaciones culturales, especialmente en el C.E. Puig Castellar y en tareas del Congreso de Cultura Catalana. 
Después de los cuatro primeros cursos de bachillerato en el internado de los Escolapios de Tarrasa, llegaron los años del Instituto de Barcelona. Fue a partir de esta época que empezó a recibir la influencia del movimiento nacionalista y la amistad de poetas y artistas, que influirían decisivamente en su futuro. En la facultad de medicina empezó a relacionarse con personas que tenían ganas de revitalizar la vida cultural de Santa Coloma. De este modo, en el local de la “Lliga Regionalista”, formó, junto con su hermano Manel y algunos amigos como Dídac Miejimolle, Miquel Saladrigues y Josep Mª Sierra, una agrupación de juventud. Este grupo empezó a organizar conferencias, audiciones y sardanas, además de editar los periódicos “La voz del Casal” y “El Brollador”. 
Finalizó en 1928 sus estudios de medicina en el hospital Clínico y Provincial de Barcelona. Obtuvo el título de tisiólogo en Madrid, flexoterapia en San Sebastián y octozonoterapia en Lyon (Francia), pasando a ejercer la medicina interna y general desde 1928 a 1976. En 1932 se casa con Montserrat Giralt , hija de Joaquim Giralt y Verdaguer, destacado miembro de la Lliga Regionalista y del consistorio barcelonés. Fruto de este matrimonio nacen sus seis hijos y diecisiete nietos. 
Además de Presidente de la Cruz Roja de Santa Coloma entre 1968 y 1978, fue vicepresidente del Centro Excursionista Puig Castellar y Presidente de la Comarcal de médicos local. Asimismo, fue socio de numerosas entidades culturales, deportivas o políticas, entre las cuales destacan el Orfeón Catalán, la Cooperativa La Colmena, Foc Nou, Els coloristes (miembro fundador), Amics de la sardana, el Fútbol Club Barcelona – tenía la medalla de plata de fidelidad al club -, el fútbol Club Gramenet, la Academia de Ciencias Médicas y Convergència Democràtica de Catalunya. 
Pero por encima de todo, su gran afición fue la historia, sobre todo la de su ciudad. Durante sus horas libres se dedicaba en cuerpo y alma a la búsqueda de documentos y papeles relacionados con el pasado de Santa Coloma. En 1979 encontró un capitel románico del siglo X que está expuesto actualmente a la iglesia de San José Oriol. Del mismo modo, publicó numerosísimos trabajos sobre historia antigua local, en todos los periódicos y revistas locales. 
Llegado ya a su madurez, y como gran hobby de jubilación, publicó varios libros como el Libro de Jaume Galobardes (1973) y Història de Sta. Coloma de Gramenet durant el segle XIX (1980) editados en catalán y castellano. A mediados los 80 años publicó Història General de Sta. Coloma (1985) . En 1987 publicó Biografies, mites, personatges i gent notable de Sta. Coloma de Gramenet. Además , ha dejado inéditos los trabajos Història de Santa Coloma de Gramenet de 1900 a 1937, Comentaris històrics i anecdotari y La meva vida i altres històries. 
Murió el once de enero de 1996 a los 91 años.
- Datos: Q5931571